# Щербухи
Щербухи (укр. Щербухи) — село, Демидовский сельский совет, Кременчугский район, Полтавская область, Украина.
Код КОАТУУ — 5322481006. Население по переписи 2001 года составляло 5 человек.

## Географическое положение
Село Щербухи находится на расстоянии в 0,5 км от села Ковали.
Расстояние до районного центра:Кременчуг : (27 км.), до областного центра:Полтава (82 км.), до столицы:Киев (253 км.), до аэропортов:Полтава (70 км.).

## История
- Есть на карте 1869 года.[2]

- В 1911 году на хуторе Щербухи жило 214 человек.[3]